# Sphaera (Salzburgo)

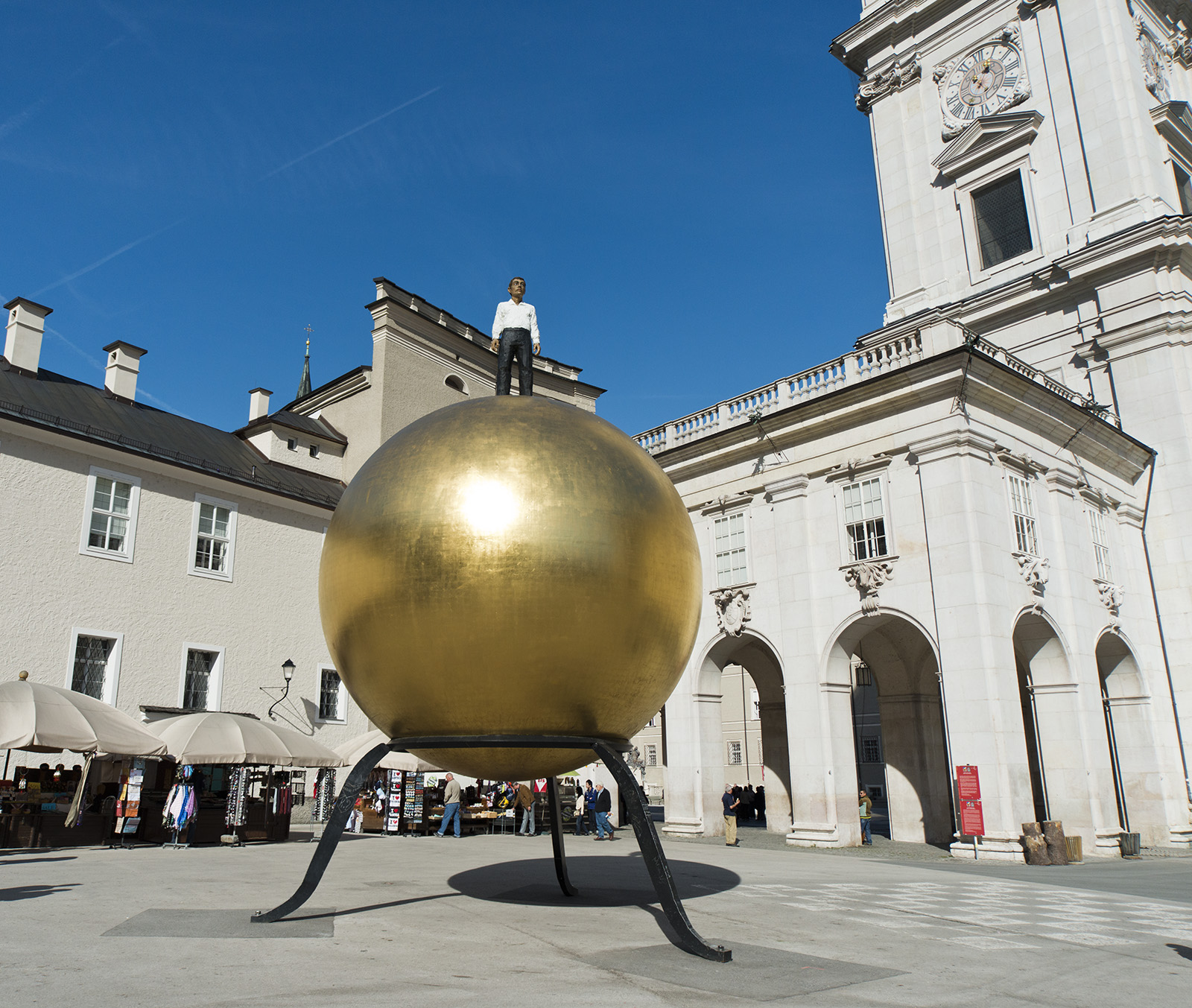
Vista general de la bola y el hombre sobre ella.

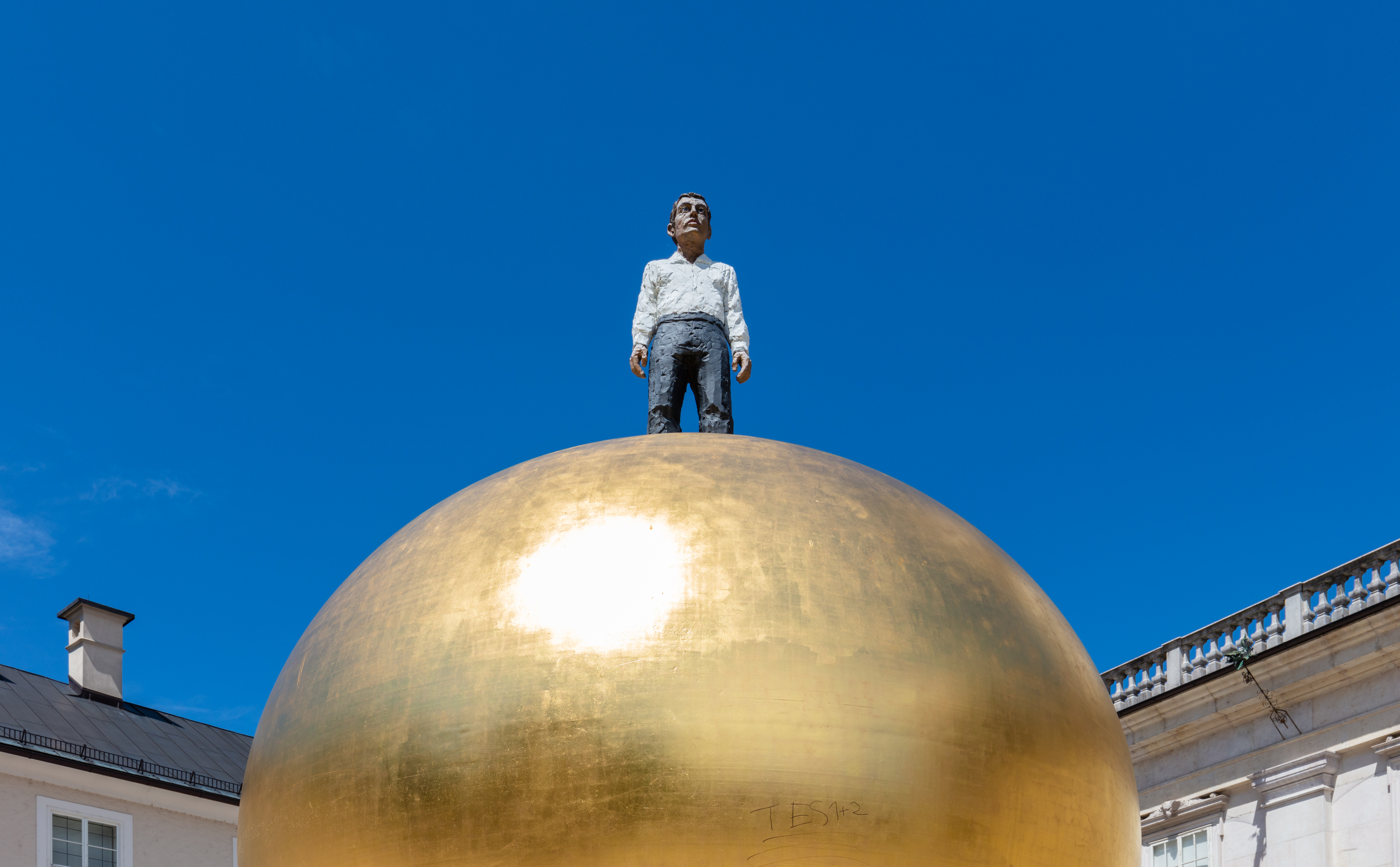
Detalle.

La Sphaera es una obra de arte total situada en el casco antiguo de Salzburgo, que consiste en: 
- una figura masculina de pie sobre una enorme bola de oro en Kapitelplatz, y
- la "mujer en la roca", una figura femenina en una grieta en el patio de Toscanini.

La obra de arte fue creada por el escultor alemán Stephan Balkenhol como parte del " proyecto de arte de Salzburgo " en 2007. 

## Las obras de arte

### Esfera con figura masculina
Esta obra de arte es más conocida bajo el término de argot "Balkenhol-Mozartkugel". Consiste en una bola chapada en oro de dos toneladas con un diámetro de cinco metros. La bola está hecha de plástico reforzado con fibra de vidrio y descansa sobre un marco de hierro forjado con un peso de 3,5 toneladas. Una figura masculina de bronce de 300 kilogramos con pantalones negros y una camisa blanca se erige sobre la bola a una altura de nueve metros. Su vestimenta es típica de las obras de arte de Stefan Balkenhol.

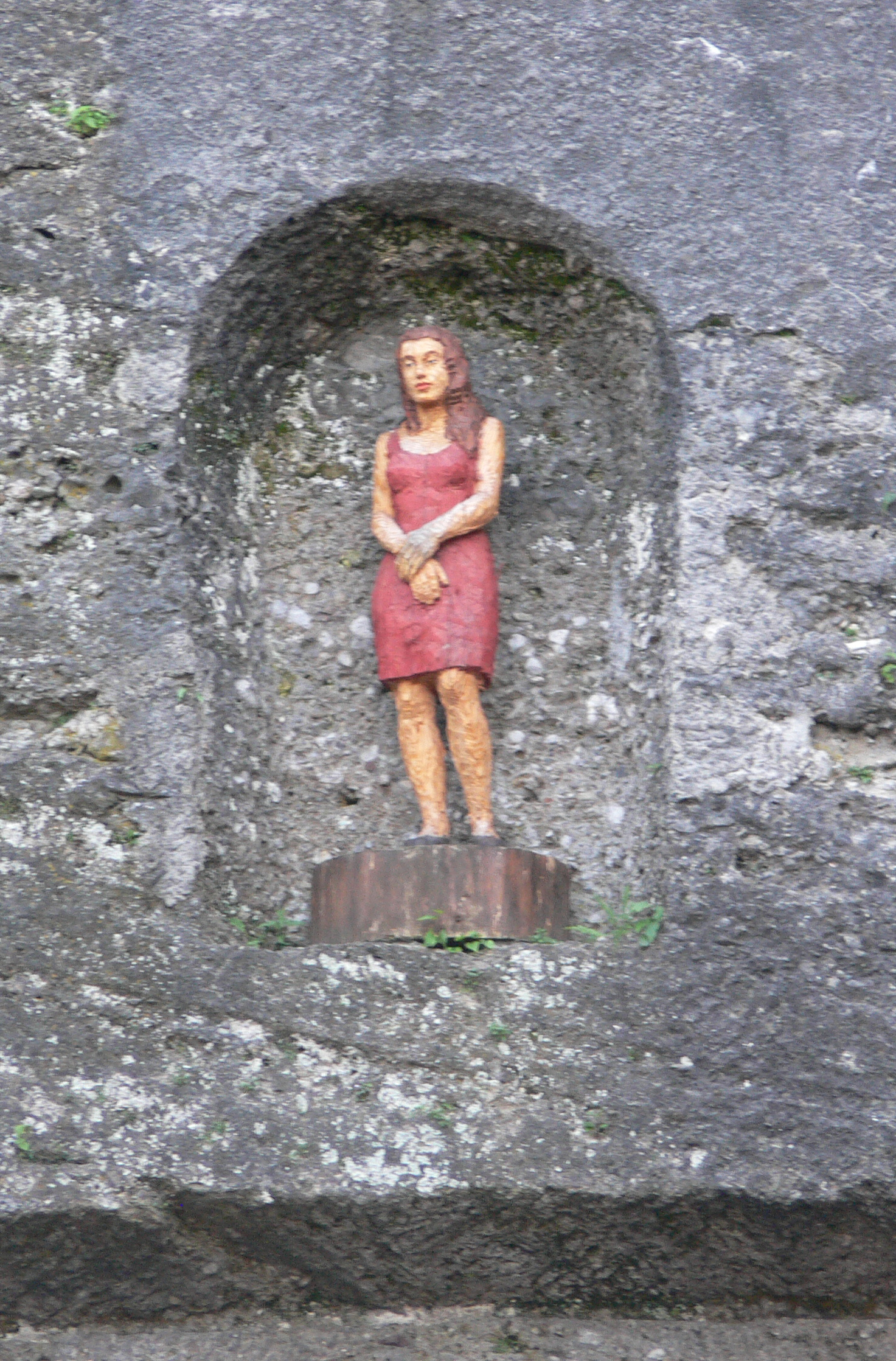
Mujer en la roca

### Mujer en la roca
La contraparte al enorme hombre de pie sobre la bola es una mujer con un vestido rojo en un nicho de roca en el patio de Toscanini. Se dice que recuerda a un santo de túnel.

## Motivación
Esta obra de arte es el resultado de una iniciativa de la Fundación de Salzburgo. Fue fundada en 2001 como una iniciativa privada y se ve a sí misma como una forma moderna de mecenazgo. Este proyecto, que no recibe subsidios públicos, trata de inspirar a artistas internacionales sobre la ciudad de Salzburgo y alentarlos a crear una obra de arte específica en un lugar de su elección. Artistas como Manfred Wakolbinger, Anselm Kiefer, Mario Merz, Marina Abramović, Markus Lüpertz, James Turrell, Tony Cragg, Christian Boltanski, Jaume Plensa, Brigitte Kowanz, Erwin Wurm y Stephan Balkenhol aceptaron la invitación.